# Friedenau-Damm
Der Friedenau-Damm (englisch Friedenau Dam) ist ein Staudamm in Namibia.

## Beschreibung
Der Damm liegt rund 38 Kilometer südwestlich der Hauptstadt Windhoek. Er wird von der Namibia Water Corporation betrieben. Er dient der Versorgung des Bergbausektors und Industrie der Umgebung und diente als Naherholungsgebiet der Windhoeker.
Der Friedenau-Stausee hat eine Fläche von maximal 8,304 Quadratkilometern und kann bis zu 6,723 Millionen Kubikmeter Wasser stauen. Die Talsperre ist eine Gewichtsstaumauer. Sie wurde 1972 fertiggestellt und staut den Kuiseb. Für den Bau war das Unternehmen Concor Construction verantwortlich, dass den Auftrag hierzu 1969 gewann. Das Einzugsgebiet hat eine Größe von etwa 220 km².